# You're No Good
You're No Good è un brano musicale scritto da Clint Ballard Jr. e originariamente interpretato dalla cantante Dee Dee Warwick per  Jubilee Records nel 1963, con la produzione di Jerry Leiber e Mike Stoller.

## Altre versioni
- Nel 1963 la cantante Betty Everett ha inciso il brano per la Vee Jay Records.
- Nel Regno Unito il gruppo musicale The Swinging Blue Jeans ha pubblicato il brano nel 1964.
- La cantante Linda Ronstadt ha pubblicato la sua versione come singolo nel 1974, quale estratto dal suo album Heart Like a Wheel, con la produzione di Peter Asher.
- I Van Halen hanno pubblicato una loro versione del brano nel 1979, inclusa nel loro album Van Halen II
- L'artista Dolly Parton ha pubblicato il brano nel suo album del 2023 Rockstar con la collaborazione di Emmylou Harris e Sheryl Crow.